# Walter Brown
Walter A. Brown (Hopkinton, Massachusetts, 10 de febrero de 1905 - 7 de septiembre de 1964) fue el primer propietario del equipo Boston Celtics de la NBA y una figura importante en la fundación de esta liga de baloncesto y en el desarrollo del hockey sobre hielo en Estados Unidos.

## Biografía
Nacido en Hopkinton, Massachusetts, asistió a la Boston Latin School desde 1922 hasta 1923 y a la Philips Exeter Academy de 1923 a 1926. Tras suceder a su padre como mánager del Boston Garden, ayudó a fundar la BAA en 1946, siendo pieza fundamental en la unión de esta liga con la NBL en 1949, pemitiendo crear la actual NBA. Fundó los Celtics en 1946 y como propietario ganó seis anillos en ocho años antes de su muerte.
En 1962 entró en el Salón de la Fama del hockey sobre hielo y en 1965 al Salón de la Fama del Baloncesto.